# Minim
Minim (hebr: מִינִים) – hebrajskie słowo występujące we wczesnej literaturze rabinicznej, będące liczbą mnogą od pojęcia min (מִין) „heretyk”. Uczeni do dzisiaj próbują ustalić tożsamość Minim.

## Etymologia
Pochodzenie terminu minim pozostaje w sferze domysłów. Jakob Levy wywodzi go od arabskiego mjn, „kłamać”. Robert Travers Herford łączy je z hebrajskim terminem tłumaczonym na „dopuszczać się cudzołóstwa”. Inni wyprowadzają od biblijnego terminu מִין, „gatunek, typ” (Rodzaju 1,11). W kontekście literatury rabinicznej określenie Min odnosi się więc do „gatunku”, który odstaje od całości.

## Tożsamość
Termin ten przybierał różne znaczenia w zależności od czasu oraz miejsca spisywania danego utworu. Zaczął pojawiać się w Misznie około 200 roku po Chrystusie. Nie wiadomo od kiedy zaczął funkcjonować w mowie potocznej. Inną trudnością w precyzyjnym ustaleniu do kogo odnosił się termin Minim jest świadomość, że w tekście danego utworu mogły zostać zawarte poglądy jego późniejszych redaktorów.
Uczeni proponują następujące znaczenia tego terminu: a) żydzi przekraczający Prawo; b) żydzi o poglądach heterodoksyjnych; c) saduceusze; d) esseńczycy; e) Samarytanie; f) gnostycy żydowscy; g) kolaboranci z władzą rzymską; h) judeochrześcijanie; i) etnochrześcijanie (chrześcijanie pochodzenia pogańskiego); j) wyznawcy politeizmu. Dzieło The Cambridge History of Judaism sumuje powyższe koncepcje w trzy grupy: a) heretycy pochodzenia żydowskiego, do których zaliczają się wyżej wymienione znaczenia od a do h; b) tylko judeochrześcijanie; c) chrześcijanie pochodzenia pogańskiego oraz wszyscy spoza społeczności żydowskiej. Ostatnia koncepcja ma niewielu zwolenników. Wśród naukowców liczą się dwie pierwsze.

### Ogół heretyków żydowskich
Pogląd, że „Minim” odnosi się do ogółu heretyków żydowskich opiera się na passusie z traktatu Sanhendryn 10.5 w wersji Talmudu Jerozolimskiego, gdzie przytoczono słowa rabbi Johanana o dwudziestu czterech grupach „Minim”. Najwyraźniej liczby 24 nie należy rozumieć dosłownie, chodzi raczej o pokazanie stopnia różnorodności pojawiających się na terenie Palestyny grup przeciwnych tradycyjnym wierzeniom. Do heretyków zaliczano m.in. Samarytan, saduceuszy, gnostyków, judeochrześcijan i innych. W traktacie Hullin 13b czytamy natomiast: „Nie ma Minim wśród pogan”. Co ciekawe, w traktacie Pesahim 87b terminem tym określono rzymskiego nacjonalistę.

### Judeochrześcijanie
Koncepcja druga utożsamiająca Minim jedynie z judeochrześcijanami opiera się m.in. na wzmiankach u niektórych Ojców Kościoła o praktyce przeklinania chrześcijan w synagogach. Wspominają o niej Justyn Męczennik w Dialogu z Żydem Tryfonem (16,4; 47,4; 93,4; 95,4; 96,2; 108,3; 123,6; 133,6; 137,2); Orygenes w Homilii do Jeremiasza (19,12) oraz Homilie II.2 do Psalmu 37, Epifaniusz w dziele Panarion (29,9,1; 69,81,7), Hieronim w Komentarzu do Amosa (1,11-12), Komentarzu do Izajasza (5,18-19; 49,7; 52,4-6) oraz Liście do Augustyna (112,13). Niektórzy sądzą, że nawiązują do formuły Birkat ha-Minim stanowiącą Dwunaste błogosławieństwo w modlitwie Amida (modlitwa Osiemnastu Błogosławieństw). Inni w to powątpiewają zwracając uwagę, iż pisarze wczesnochrześcijańscy na pewno powiedzieliby wprost o istnieniu tej specjalnej formuły, a nie ograniczyliby się do ogólnych wzmianek.
Carl Siegfried interpretuje termin Min jako akronim hebrajskiego wyrażenia Ma’amin be-Jeszu ha-Nocri, „Wierzący w Jezusa Nazarejczyka”. Sugestia ta pozbawiona jest jednak dowodów tekstowych.
W trzech miejscach Tosefta wyraźnie utożsamia Minim z chrześcijanami:

W Jadaim II, 3 występuje zdanie: 

Gilionim i księgi Minim nie brudzą rąk.

W Szabbat XIII,5 czytamy: 

Nie ratujemy przed ogniem [w szabat] ewangelii (giljonim) i ksiąg heretyków (sifre minim). Raczej niech spłoną one i ich tetragramy.

W powyższych fragmentach postawiono na równi „księgi Minim” i „Giljonim”. Badacze twierdzą, że termin Gilionim odnosi się do niezapisanych części manuskryptu służących nieraz do wpisywania adnotacji. Niektórzy utrzymują jednak, że chodzi o Ewangelie. Rabini stosując więc słowo Gilionim do pism ewangelicznych nawiązali do jego pierwotnego znaczenia, mianowicie pusty i bezwartościowy. Co do ksiąg Minim istnieją cztery teorie: 1) chodzi o chrześcijańskie pisma, które zawierały cytaty z Biblii hebrajskiej; 2) kopie fragmentów lub całej Biblii hebrajskiej sporządzone przez Minim; 3) apokryficzne księgi żydowskie; 4) pisma stworzone przez Minim niebędących judeochrześcijanami. Tożsamość tego zwrotu do dzisiaj stanowi przedmiot dyskusji uczonych.
W trzecim fragmencie pochodzącym z  Tosefty Hullin II, 20, 21, napisano: 

To, co wychodzi na zewnątrz z domu mina, w rzeczywistości jest mięsem ofiary dla umarłego (kult bałwochwalczy), gdyż mówi się: zabijanie ofiary przez mina jest bałwochwalstwem; ich chleb jest chlebem Samarytanina; ich wino jest winem bałwochwalczej libacji; ich owoce są nieczyste; ich księgi są księgami wróżbitów, a ich dzieci są bękartami (mamzerim). Nie sprzedajemy im ani nie kupujemy od nich. Nie bierzemy od nich ani im nie dajemy. Nie uczymy ich synów rzemiosła. Nie jesteśmy leczeni przez nich; nie są leczone ani zwierzęta, ani ludzie.

W powyższym tekście, pochodzącym najwyraźniej z pierwszej połowy II wieku n.e., zasugerowano magiczne pochodzenie pism Minim oraz zakazano leczenia się u nich, co współgra z wczesną tradycją rabiniczną, która Jezusa postrzegała jak wróżbitę i magika uzdrowiciela. W dalszej części Tosefty Hullin (II, 24) pojawia się wzmianka o spotkaniu Minim - Jakuba z Kefar Sekania z rabbim Eleazarem w Seforis, który zostaje pouczony „nauką herezji w imię Jeszua Ben Pantiri”. W tekście Gemary imię „Jeszu Ben Pandera” zamieniono na „Jeszu ha-Nocri” (Jeszu Nazarejczyk). Natomiast Jakuba z Kefar Sekania utożsamiano z Jakubem, synem Alfeusza (Marka 3,18), bądź z Jakubem Młodszym (Marka 12,40), chociaż nie ma w tej sprawie jednomyślności wśród uczonych.

## Charakterystyka Minim
W pismach rabinicznych termin Minim występuje blisko 300 razy. Zestawienie tekstów rabinicznych ze słowem Minim daje H.L. Strack w dziele Jesus. Die Häretiker und die Christen. Nach den ältesten jüdischen Angaben na stronach 47-80.
Mojżesz Majmonides w dziele Miszne Tora w traktacie Hilchot teszuwa podaje następującą charakterystykę doktryn wyznawanych przez Minim:

Pięciu jest zwanych minim: 1) który twierdzi, że Bóg nie istnieje, a świat nie ma nadzorcy; 2) który twierdzi, że istnieje nadzorca, ale jest ich dwóch lub więcej; 3) który twierdzi, że istnieje jeden władca, ale jest On cielesny i posiada postać; 4) i również który twierdzi, że nie tylko On był Pierwszym oraz Źródłem wszystkiego; 5) i również który służy innemu bóstwu poza Nim, aby było pośrednikiem pomiędzy nim a Władcą światów. Każdy z tych pięciu jest min.